# Melrose (Wisconsin)
Melrose ist eine Gemeinde (mit dem Status „Village“) im Jackson County im US-amerikanischen Bundesstaat Wisconsin. Im Jahr 2010 hatte Melrose 503 Einwohner.

## Geografie
Melrose liegt im Westen Wisconsins am nördlichen Ufer des Black River, einem linken Nebenfluss des Mississippi. Dieser bildet rund 45 km westlich die Grenze zu Minnesota.
Die geografischen Koordinaten von Melrose sind 44°07′50″ nördlicher Breite und 90°59′54″ westlicher Länge. Das Gemeindegebiet erstreckt sich über eine Fläche von 2,18 km² und ist vollständig von der Town of Melrose umgeben, ohne dieser anzugehören.
Nachbarorte von Melrose sind Black River Falls (26,1 km nordnordöstlich), Cataract (16,5 km ostsüdöstlich), Mindoro (17,2 km südwestlich), North Bend (11,7 km westsüdwestlich) und Ettrick (25,5 km westlich).
Die nächstgelegenen größeren Städte sind Green Bay am Michigansee (289 km östlich), Wisconsins Hauptstadt Madison (218 km südöstlich), Wisconsins größte Stadt Milwaukee (325 km in der gleichen Richtung), La Crosse am Mississippi (49,1 km südsüdwestlich), Rochester in Minnesota (132 km westlich), die Twin Cities in Minnesota (232 km westnordwestlich) und Eau Claire (105 km nordnordwestlich).

## Verkehr

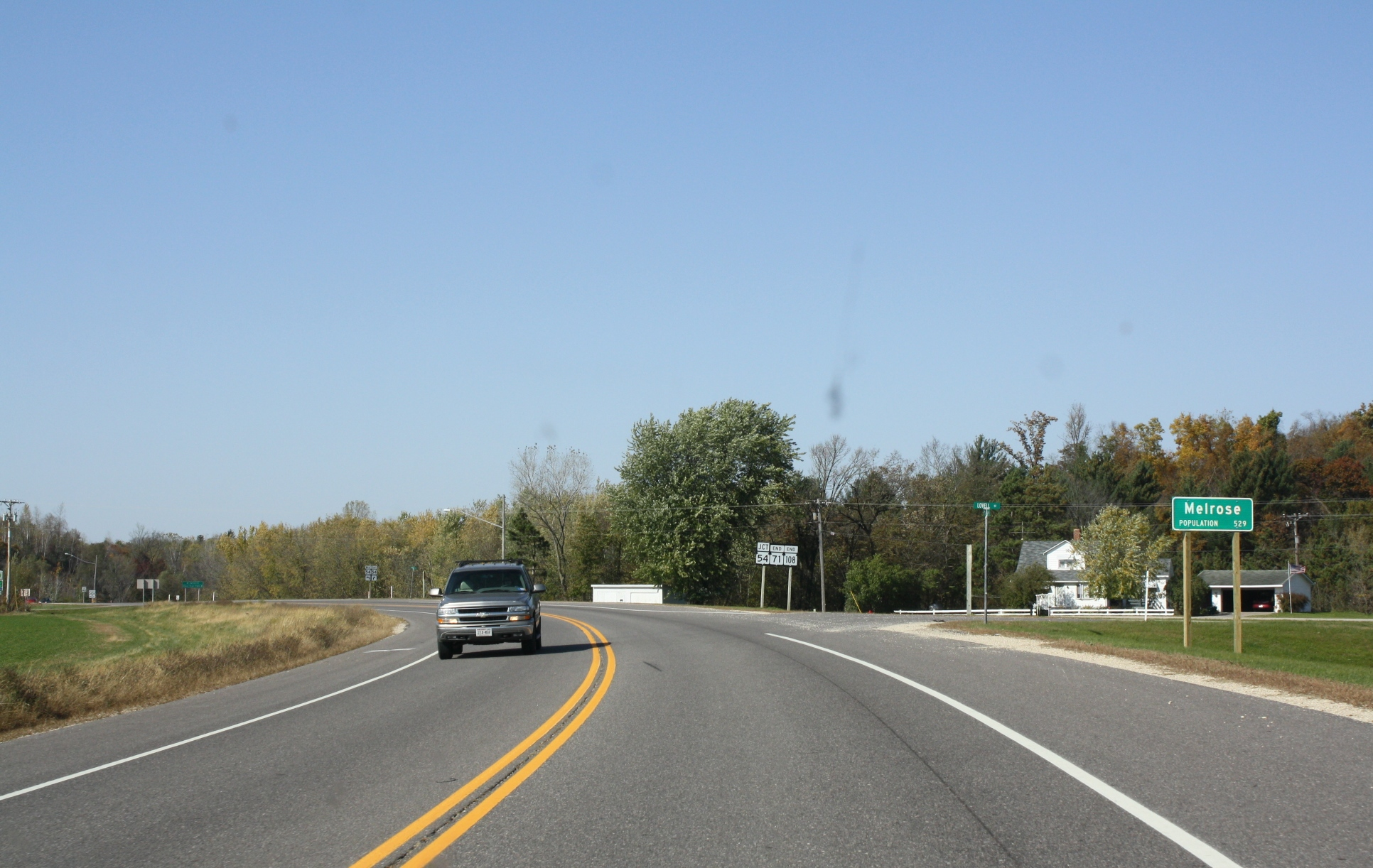
Endpunkt von WIS 71 und WIS 108 in Melrose

In Melrose treffen die Wisconsin State Highways 54, 71 und 108 zusammen. Alle weiteren Straßen sind untergeordnete Landstraßen, teils unbefestigte Fahrwege sowie innerörtliche Verbindungsstraßen.

Mit dem Black River Falls Area Airport befindet sich 32,9 km nordöstlich ein kleiner Flugplatz. Die nächsten Verkehrsflughäfen sind der Dane County Regional Airport in Madison (211 km südöstlich) und der Minneapolis-Saint Paul International Airport (255 km westnordwestlich).

## Bevölkerung
Nach der Volkszählung im Jahr 2010 lebten in Melrose 503 Menschen in 212 Haushalten. Die Bevölkerungsdichte betrug 230,7 Einwohner pro Quadratkilometer. In den 212 Haushalten lebten statistisch je 2,37 Personen. 
Ethnisch betrachtet setzte sich die Bevölkerung zusammen aus 97 Prozent Weißen, 0,2 Prozent (eine Person) Afroamerikanern, 0,2 Prozent amerikanischen Ureinwohnern, 0,2 Prozent Asiaten, 0,6 Prozent Polynesiern sowie 1,6 Prozent aus anderen ethnischen Gruppen; 0,2 Prozent stammten von zwei oder mehr Ethnien ab. Unabhängig von der ethnischen Zugehörigkeit waren 1,8 Prozent der Bevölkerung spanischer oder lateinamerikanischer Abstammung. 
24,7 Prozent der Bevölkerung waren unter 18 Jahre alt, 55,6 Prozent waren zwischen 18 und 64 und 19,7 Prozent waren 65 Jahre oder älter. 51,5 Prozent der Bevölkerung war weiblich.
Das mittlere jährliche Einkommen eines Haushalts lag bei 40.000 USD. Das Pro-Kopf-Einkommen betrug 19.851 USD. 9,4 Prozent der Einwohner lebten unterhalb der Armutsgrenze.